# Le Postier
Le Postier (titre original : Post Office) est le premier roman de Charles Bukowski. Il a été publié pour la première fois en 1971, par Black Sparrow Press.
Il est sorti pour la première fois en France en 1977 aux Humanoïdes Associés dans la collection Speed 17, puis réédité plus tard aux éditions Grasset en 1986, toujours dans la traduction de Philippe Garnier.

## Résumé
Dans ce roman, Charles Bukowski raconte la vie de son alter-ego Hank Chinaski alors qu'il travaillait à la poste des États-Unis. On y retrouve des thèmes habituels dans l'écriture de Bukowski comme le sentiment d'inutilité de travailler, le sexe, les paris hippiques, ...
On retrouve également de nombreuses scènes et personnages qui alimenteront les sujets de ces nouvelles dans d'autres ouvrages, comme son mariage avec une riche Texane, la rencontre de la femme avec qui il aura une fille.

« Ça a commencé par erreur. C'était les fêtes de Noël et le pochard en haut de la côte m'avait dit qu'ils embaucheraient carrément n'importe qui. Alors j'y suis allé et je me suis retrouvé avec cette sacoche de cuir sur le dos. Parlez d'un boulot, je pensais. Peinard ! »

— Charles Bukowski, Le Postier, Grasset 1986, p. 13